# Stazione di San Michele di Pagana
La stazione di San Michele di Pagana era una fermata ferroviaria posta sulla linea Genova-Pisa che fino al 1957 serviva la località di San Michele di Pagana, frazione del comune di Rapallo.

## Storia
La stazione venne inaugurata il 23 novembre 1868 in occasione dell'apertura della ferrovia Genova-Chiavari.
La stazione venne usata come cimitero durante la Grande Guerra.
Il 18 dicembre 1923 fu attivato il raddoppio fra Santa Margherita Ligure e Zoagli, che interessò anche la fermata di San Michele, che nel 1932 fu dotata di un sottopassaggio.
Il 2 giugno 1957 la fermata venne soppressa a causa del basso numero di passeggeri allora registrato. Il fabbricato viaggiatori, tuttora esistente, è stato adibito a civile abitazione. Nel 2025 una mozione nel consiglio comunale di Rapallo chiede il ripristino della fermata ferroviaria a San Michele.

## Strutture e impianti
La fermata, posta fra le stazioni di Santa Margherita (a meno di 2 km) e di Rapallo (a 2 km) disponeva di due binari serviti da due marciapiedi per il servizio passeggeri.